# Aedes aurifer
Aedes aurifer är en tvåvingeart som först beskrevs av Daniel William Coquillett 1903.  Aedes aurifer ingår i släktet Aedes och familjen stickmyggor. Inga underarter finns listade i Catalogue of Life.